# Epitàlion
Epitàlion (grec antic: Ἐπιτάλιον; etnònim Ἐπιταλαῖος, en català epitaleu) era una ciutat de Trifília, a l'Èlida, situada prop de la costa una mica al sud del riu Alfeu. S'ha identificat amb Tríon, una ciutat del regne de Nèstor, que apareix a la Ilíada, i descriu com una fortalesa dalt d'un elevat turó prop de les aigües de l'Alfeu.
Epitàlion tenia una situació important des d'un punt de vista militar, ja que controlava els guals que servien per travessar l'Alfeu i la carretera que discorria al llarg de la costa. Segons explica Xenofont, tal com van fer altres ciutats de Trifília, Epitàlion es va posicionar a favor d'Elis quan Agis II rei d'Esparta va envair el país l'any 401 aC. Quan Agis va retornar a Esparta després d'haver devastat Elis va deixar una guarnició a Epitàlion. Més tard, l'Èlida va perdre el domini sobre algunes ciutats, entre elles Epitàlion.
Polibi també en parla, i diu que l'any 218 aC Filip V de Macedònia va ocupar la ciutat. No s'ha localitzat amb precisió, però es creu que podria ser la moderna Agulenitza.